# Старое Кутьево
Старое Кутьево — деревня в Нелидовском городском округе Тверской области.

## География
Находится в юго-западной части Тверской области на расстоянии приблизительно 4 км на север по прямой от города Нелидово на левом берегу реки Межа.

## История
В 1859 году здесь (деревня Бельского уезда Смоленской губернии) было учтено 7 дворов, в 1941 — 14. До 2018 года входила в состав ныне упразднённого Нелидовского сельского поселения.

## Население
Численность населения: 66 человек (1859), 17 (русские 65 %, лезгины 29 %) в 2002 году, 20 в 2010.